# Simone Baglivo

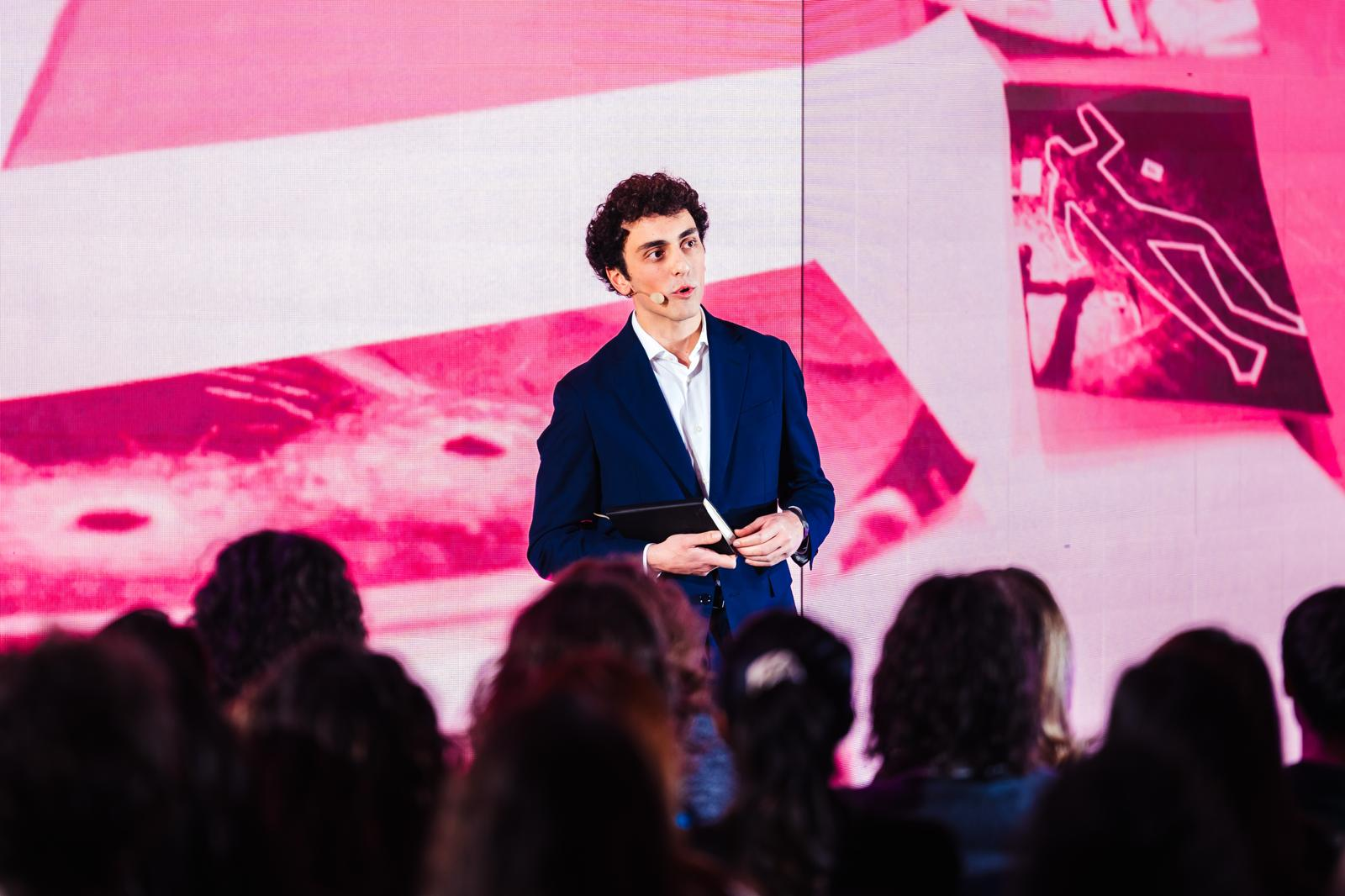
Simone Baglivo sul palco del Festival delle buone notizie a Bergamo il 2 dicembre 2023

Simone Baglivo (Roma, 31 maggio 2000) è un giornalista italiano. Attualmente è il produttore televisivo per l'Europa di Sky News. Ha vinto un International Emmy Award negli Stati Uniti e un Royal Television Society Award nel Regno Unito.   

## Biografia
Durante la pandemia di Covid-19 ha mostrato per la prima volta gli effetti del virus sugli esseri umani, producendo un reportage inedito all'interno della terapia intensiva dell'Ospedale Papa Giovanni XXIII di Bergamo.  
Nel 2025 ha seguito la degenza ospedaliera di Papa Francesco e il suo rientro a Casa Santa Marta. In seguito all'elezione di Papa Leone XIV, ha pubblicato un retroscena secondo il quale il passo indietro del cardinale Pietro Parolin avrebbe consentito al cardinale Robert Prevost di raggiungere la maggioranza di voti del conclave. A ridosso del summit tra il Presidente degli Stati Uniti Donald Trump e il Presidente della Federazione Russa Vladimir Putin rivela come diplomatici dell'Unione Europea stessero già lavorando insieme alle controparti americane a un successivo incontro con la partecipazione del Presidente dell'Ucraina Volodymyr Zelenskyy da tenersi in Europa. Inoltre, riporta di un tentativo di sabotaggio russo alla base NATO di Aviano.   
Nel 2024, ha intervistato in esclusiva mondiale Amanda Knox, poche ore dopo la sua nuova sentenza di condanna emessa dalla Corte di Appello di Firenze. Durante le elezioni presidenziali in Romania, lui e il collega Adam Parsons hanno intervistato il vincitore Calin Georgescu, dopo che la Corte costituzionale ha invalidato la consultazione per presunte ingerenze russe.  

Nello stesso anno, è stato nei territori più colpiti dalle inondazioni di Valencia, pubblicando un'inchiesta sulla malagestione dell'emergenza da parte delle autorità locali. In estate ha visitato in anteprima i centri per migranti italiani in costruzione in Albania e ha sorvolato l'alluvione in Emilia-Romagna a bordo di un elicottero della Guardia di Finanza. Dopo il naufragio del Bayesian, è stato il solo giornalista a contatto con l'equipaggio superstite.  

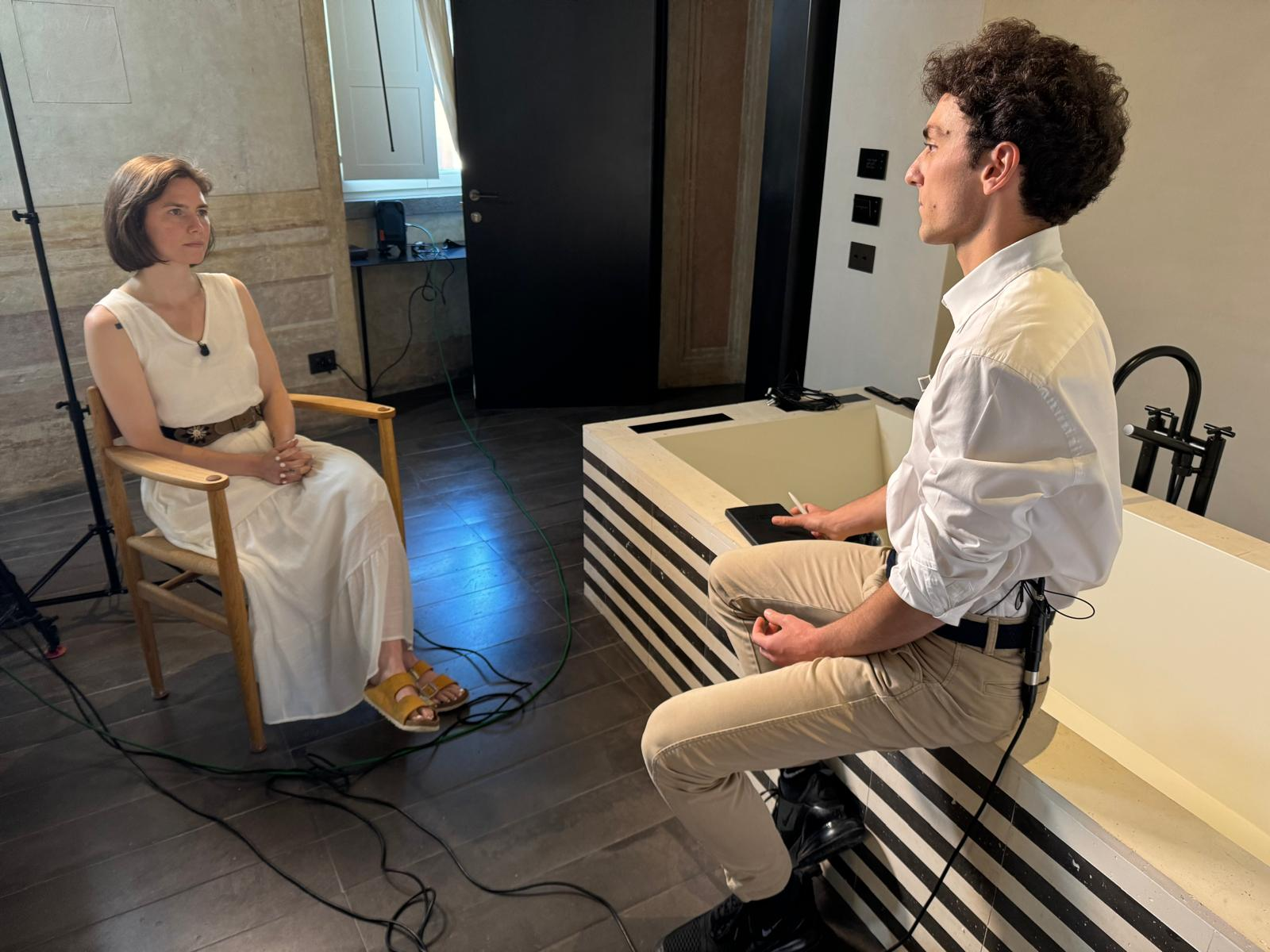
Backstage dell'intervista esclusiva con Amanda Knox a Orvieto il 6 giugno 2024

In passato, ha seguito i "Cacciatori" dell'Arma dei Carabinieri e il Procuratore della Repubblica Nicola Gratteri per raccontare la lotta antimafia, ha indagato con la DIGOS della Polizia di Stato il mondo ultras e ha registrato la valanga della Marmolada in volo insieme agli operatori del Soccorso alpino. 
Firma inchieste per L'Espresso, dove ha rivelato il caso degli omicidi alle Isole Baleari su cui poi la Guardia Civil ha aperto un'inchiesta e l'incredibile storia di Manuel Ramírez Valdovinos dal Messico su cui poi è intervenuta la Commissione Interamericana dei Diritti Umani. Per il settimanale italiano ha intervistato tra gli altri il presidente dell'Ecuador Daniel Noboa, il segretario generale dell'Interpol Jürgen Stock, la direttrice del Programma Alimentare Mondiale Cindy McCain, il capo europeo dell'OMS Hans Kluge e il commissario europeo Virginijus Sinkevičius. Collabora anche con RomaToday, investigando la criminalità locale, e con Linkiesta.   
Per la sua attività di volontariato con l'associazione "Retake" , a 17 anni è stato insignito dell'onorificenza di Alfiere della Repubblica Italiana dal Presidente Sergio Mattarella.